# Glyphocrangon alispina
Glyphocrangon alispina är en kräftdjursart som beskrevs av Fenner A. Chace 1939. Glyphocrangon alispina ingår i släktet Glyphocrangon och familjen Glyphocrangonidae. Inga underarter finns listade i Catalogue of Life.